# Módulo de Galois
En matemáticas, y particularmente en la teoría de números algebraicos, un módulo de Galois es un módulo para un grupo de Galois G. En forma equivalente, para un grupo de Galois G y un anillo de grupo A[G] de G con respecto a un cierto anillo A, un módulo de Galois es un cierto A[G] módulo M. En este sentido genérico, el término representación de Galois es un sinónimo.
Existe un número importante de casos mucho más especializados. Ciertamente G puede o bien ser un grupo de Galois infinito profinito, o uno finito para una extensión de Galois finita L/K de campos.
En el caso de que G sea profinito, existe un amplio surtido de módulos G disponible en la teoría de étale cohomology, que es una teoría algebraica (y por lo tanto posee 'covarianza' con respecto a la simetría de Galois). Un descubrimiento básico realizado en la década de 1960 es que dichos módulos son tan no-triviales como pueden ser, en general, por lo que la teoría es bastante variada.
Otros ejemplos de teorías de módulo de Galois son las relacionadas con la acción de Galois sobre el grupo unidad de OL, y sobre el grupo de clase ideal (que conduce a la teoría Iwasawa).